# Balmoral (Südafrika)
Balmoral ist ein Ort mit rund 100 Einwohnern westlich von Middelburg in der südafrikanischen Provinz Mpumalanga.

## Geschichte
Balmoral wurde als Bahnhof des NZASM an der Strecke Pretoria–Maputo im Jahre 1894 gegründet. Während des Zweiten Burenkrieges bauten die Briten ein Internierungslager in der Nähe des Bahnhofs. Jahrzehntelang bestand der Ort aus der Bahnstation und einer Primary School für die umliegenden Bauernhöfe.
1997 kauften mehrere Afrikaaner, darunter der Vorsitzende des Boere-Republiek Koöperatief Beperk, Fritz Meyer, drei Teile der Farm Eenzaamheid außerhalb des Dorfes.
Der rechtsgerichtete Afrikaaner-Aktivist Willem Ratte besitzt einen Bauernhof in Balmoral. Im Laufe der Zeit wurde die BRKB als Balmoral Vestigings Koöperatief Beperk (BVKB) neu registriert.
Seit der Gründung der Balmoral Vestigings Koöperatief Beperk wurden nur wenige Häuser auf dem Grundstück der BVKB gebaut.
Bei den südafrikanischen Parlamentswahlen 2019 erzielte die Vryheidsfront Plus im Wahlbezirk, zu dem Balmoral gehört, 96 von 375 Stimmen (rund 26 %), während die Partei landesweit nur auf 2,4 % kam. Der African National Congress erhielt 46,3 %.

## Friedhof und Museum
Der Friedhof des Balmoral-Internierungslagers, der aus dem Zweiten Burenkrieg stammt, liegt im Besitz der BVKB. Im Jahr 1997 gründeten die BVKB-Bewohner das Volksmoord Museum of Boer Genocide neben dem Friedhof des Balmoral-Internierungslager und baten die britische Hochkommission in Pretoria um eine Entschuldigung für die Todesfälle.
Im Jahr 2013 entfernte Willem Ratte seinen Besitz aus dem Museum, das verfiel und wiederholt vandalisiert wurde. Im Jahr 2016 brannte das leere Gebäude in einem Feldfeuer ab.
Im Jahr 2016 verkaufte die BVKB den Friedhof und die Ruinen des Museums an einen neuen Besitzer. Ein neues Museum über das Internierungslager und ein Restaurant sollen gebaut werden.

## Verkehr
Balmoral liegt nur wenig nördlich der National Route 4 an der R104.

## Sonstiges
Der Ort Balmoral in der südafrikanischen Provinz KwaZulu-Natal wird laut Volkszählung 2011 von 1360 Menschen bewohnt, von denen sich 99,5 % als Schwarze bezeichnen.